# Campionati del mondo di atletica leggera 2019 - 1500 metri piani maschili
La gara dei 1500 metri piani maschili dei Campionati del mondo di atletica leggera 2019 si è svolta tra il 3 e il 6 ottobre.

## Podio
| Pos.    | Atleta             | Nazionalità | Misura  |
| ------- | ------------------ | ----------- | ------- |
| Oro     | Timothy Cheruiyot  | Kenya       | 3'29"26 |
| Argento | Taoufik Makhloufi  | Algeria     | 3'31"38 |
| Bronzo  | Marcin Lewandowski | Polonia     | 3'31"46 |

## Situazione pre-gara

### Record
Prima di questa competizione, il record del mondo (RM) e il record dei campionati (RC) erano i seguenti.
| Record                | Prestazione | Atleta                     | Data                            | Competizione     |
| --------------------- | ----------- | -------------------------- | ------------------------------- | ---------------- |
| Record mondiale       | 3'26"00     | Hicham El Guerrouj Marocco | 14 luglio 1998 Roma, Italia     | Golden Gala 1998 |
| Record dei campionati | 3'27"65     | Hicham El Guerrouj Marocco | 24 agosto 1999 Siviglia, Spagna | Mondiali 1999    |

### Campioni in carica
I campioni in carica a livello mondiale e olimpico erano:
| Campione | Atleta                         | Prestazione | Data                                   | Competizione              |
| -------- | ------------------------------ | ----------- | -------------------------------------- | ------------------------- |
| Olimpico | Matthew Centrowitz Stati Uniti | 3'50"00     | 20 agosto 2016 Rio de Janeiro, Brasile | Olimpiadi 2016            |
| Mondiale | Elijah Manangoi Kenya          | 3'33"61     | 13 agosto 2017 Londra, Gran Bretagna   | Campionati del mondo 2017 |

### La stagione
Prima di questa gara, gli atleti con le migliori tre prestazioni dell'anno erano:
| Pos. | Atleta                      | Prestazione | Data                                |
| ---- | --------------------------- | ----------- | ----------------------------------- |
| 1    | Timothy Cheruiyot Kenya     | 3'28"77     | 5 luglio 2019 Losanna, Svizzera     |
| 2    | Jakob Ingebrigtsen Norvegia | 3'30"16     | 5 luglio 2019 Losanna, Svizzera     |
| 3    | Ronald Musagala Uganda      | 3'30"58     | 12 luglio 2019 Principato di Monaco |

## Risultati

### Batterie
Le batterie si sono tenute il 3 ottobre dalle ore 22:00.

Qualificazione: i primi sei di ogni batteria (Q) e i sei tempi migliori (q) si qualificano alle semifinali.
| Pos | Batteria       | Nome                       | Nazionalità      | Tempo   | Note |
| --- | -------------- | -------------------------- | ---------------- | ------- | ---- |
| 1   | 3              | Ayanleh Souleiman          | Gibuti           | 3'36"16 | Q    |
| 2   | 3              | Taoufik Makhloufi          | Algeria          | 3'36"18 | Q    |
| 3   | 3              | Kalle Berglund             | Svezia           | 3'36"19 | Q    |
| 4   | 3              | Neil Gourley               | Regno Unito      | 3'36"31 | Q    |
| 5   | 3              | Craig Engels               | Stati Uniti      | 3'36"35 | Q    |
| 6   | 3              | Ronald Musagala            | Uganda           | 3'36"54 | Q    |
| 7   | 3              | Ronald Kwemoi              | Kenya            | 3'36"66 | q    |
| 8   | 3              | Jesús Gómez                | Spagna           | 3'36"72 | q    |
| 9   | 2              | Timothy Cheruiyot          | Kenya            | 3'36"82 | Q    |
| 10  | 3              | Stewart McSweyn            | Australia        | 3'36"88 | q    |
| 11  | 2              | Josh Kerr                  | Regno Unito      | 3'36"99 | Q    |
| 12  | 2              | Ben Blankenship            | Stati Uniti      | 3'37"13 | Q    |
| 13  | 2              | Filip Ingebrigtsen         | Norvegia         | 3'37"26 | Q    |
| 14  | 2              | Abdelaati Iguider          | Marocco          | 3'37"44 | Q    |
| 15  | 2              | Kevin López                | Spagna           | 3'37"62 | Q    |
| 16  | 1              | Jakob Ingebrigtsen         | Norvegia         | 3'37"67 | Q    |
| 17  | 1              | Alexis Miellet             | Francia          | 3'37"69 | Q    |
| 18  | 1              | Matthew Centrowitz Jr.     | Stati Uniti      | 3'37"69 | Q    |
| 19  | 1              | Jake Wightman              | Regno Unito      | 3'37"72 | Q    |
| 20  | 1              | Marcin Lewandowski         | Polonia          | 3'37"75 | Q    |
| 21  | 1              | Amos Bartelsmeyer          | Germania         | 3'37"80 | Q    |
| 22  | 1              | Samuel Tefera              | Etiopia          | 3'37"82 | q    |
| 23  | 2              | Isaac Kimeli               | Belgio           | 3'37"87 | q    |
| 24  | 2              | Youssouf Hich Bachir       | Gibuti           | 3'37"93 | q    |
| 25  | 1              | Adel Mechaal               | Spagna           | 3'37"95 |      |
| 26  | 2              | Kumari Taki                | Kenya            | 3'37"98 |      |
| 27  | 1              | Filip Sasínek              | Rep. Ceca        | 3'38"17 |      |
| 28  | 1              | George Manangoi            | Kenya            | 3'38"39 |      |
| 29  | 1              | Ryan Gregson               | Australia        | 3'38"69 |      |
| 30  | 1              | Abdi Waiss Mouhyadin       | Gibuti           | 3'38"79 |      |
| 31  | 3              | Ismael Debjani             | Belgio           | 3'39"11 |      |
| 32  | 3              | Jakub Holuša               | Rep. Ceca        | 3'39"79 |      |
| 33  | 1              | Hicham Ouladha             | Marocco          | 3'39"86 |      |
| 34  | 2              | Jinson Johnson             | India            | 3'39"86 |      |
| 35  | 3              | Abdullahi Jama Mohamed     | Somalia          | 3'40"84 |      |
| 36  | 2              | Teddese Lemi               | Etiopia          | 3'41"32 | qR   |
| 37  | 3              | Abdirahman Saeed Hassan    | Qatar            | 3'42"24 |      |
| 38  | 2              | Musulman Dzholomanov       | Kirghizistan     | 3'45"07 |      |
| 39  | 1              | Abraham Kipchirchir Rotich | Kenya            | 3'45"19 |      |
| 40  | 3              | Yach Majok Koon Wol        | Sudan del Sud    | 3'46"24 |      |
| 41  | 2              | Matthew Ramsden            | Australia        | 3'47"59 | qR   |
| 42  | 2              | Paulo Amotun Lokoro        | Atleti Rifugiati | 3'48"98 |      |
| 43  | 1              | Lucirio Antonio Garrido    | Venezuela        | 3'52"93 |      |
|     | 3              | Brahim Kaazouzi            | Marocco          | dns     | dns  |
| 2   | Rabil Doukkana | Francia                    |                  | dns     | dns  |

### Semifinali
Le semifinali si sono tenute il 4 ottobre dalle ore 20:10.

Qualificazione: i primi cinque di ogni batteria (Q) e i due tempi migliori (q) si qualificano alla finale.
| Pos | Batteria | Nome                   | Nazionalità | Tempo   | Note                          |
| --- | -------- | ---------------------- | ----------- | ------- | ----------------------------- |
| 1   | 2        | Marcin Lewandowski     | Polonia     | 3'36"50 | Q                             |
| 2   | 1        | Timothy Cheruiyot      | Kenya       | 3'36"53 | Q                             |
| 3   | 2        | Ronald Kwemoi          | Kenya       | 3'36"53 | Q                             |
| 4   | 2        | Jakob Ingebrigtsen     | Norvegia    | 3'36"58 | Q                             |
| 5   | 2        | Josh Kerr              | Regno Unito | 3'36"58 | Q                             |
| 6   | 1        | Taoufik Makhloufi      | Algeria     | 3'36"69 | Q                             |
| 7   | 1        | Neil Gourley           | Regno Unito | 3'36"69 | Q                             |
| 8   | 1        | Craig Engels           | Stati Uniti | 3'36"69 | Q                             |
| 9   | 1        | Kalle Berglund         | Svezia      | 3'36"72 | Q                             |
| 10  | 2        | Youssouf Hich Bachir   | Gibuti      | 3'36"72 | Q,                            |
| 11  | 2        | Matthew Centrowitz Jr. | Stati Uniti | 3'36"77 | q,                            |
| 12  | 2        | Jake Wightman          | Regno Unito | 3'36"85 | q                             |
| 13  | 1        | Ben Blankenship        | Stati Uniti | 3'36"98 |                               |
| 14  | 1        | Filip Ingebrigtsen     | Norvegia    | 3'37"00 |                               |
| 15  | 2        | Matthew Ramsden        | Australia   | 3'37"16 | Miglior prestazione personale |
| 16  | 2        | Ronald Musagala        | Uganda      | 3'37"19 |                               |
| 17  | 1        | Alexis Miellet         | Francia     | 3'37"39 |                               |
| 18  | 1        | Isaac Kimeli           | Belgio      | 3'37"50 |                               |
| 19  | 2        | Kevin López            | Spagna      | 3'37"56 |                               |
| 20  | 2        | Amos Bartelsmeyer      | Germania    | 3'37"74 |                               |
| 21  | 1        | Stewart McSweyn        | Australia   | 3'37"95 |                               |
| 22  | 1        | Ayanleh Souleiman      | Gibuti      | 3'38"35 |                               |
| 23  | 1        | Teddese Lemi           | Etiopia     | 3'38"79 | Miglior prestazione personale |
| 24  | 1        | Jesús Gómez            | Spagna      | 3'40"29 |                               |
| 25  | 2        | Abdelaati Iguider      | Marocco     | 3'42"23 |                               |
|     | 2        | Samuel Tefera          | Etiopia     | dnf     | dnf                           |

### Finale
La finale si è svolta il 6 ottobre alle ore 19:40.
| Pos.    | Nome                   | Nazionalità | Tempo   | Note                                     |
| ------- | ---------------------- | ----------- | ------- | ---------------------------------------- |
| Oro     | Timothy Cheruiyot      | Kenya       | 3'29"26 |                                          |
| Argento | Taoufik Makhloufi      | Algeria     | 3'31"38 | Miglior prestazione personale stagionale |
| Bronzo  | Marcin Lewandowski     | Polonia     | 3'31"46 | Record nazionale                         |
| 4       | Jakob Ingebrigtsen     | Norvegia    | 3'31"70 |                                          |
| 5       | Jake Wightman          | Regno Unito | 3'31"87 | Miglior prestazione personale            |
| 6       | Josh Kerr              | Regno Unito | 3'32"52 | Miglior prestazione personale            |
| 7       | Ronald Kwemoi          | Kenya       | 3'32"72 | Miglior prestazione personale stagionale |
| 8       | Matthew Centrowitz Jr. | Stati Uniti | 3'32"81 | Miglior prestazione personale stagionale |
| 9       | Kalle Berglund         | Svezia      | 3'33"70 | Record nazionale                         |
| 10      | Craig Engels           | Stati Uniti | 3'34"24 |                                          |
| 11      | Neil Gourley           | Regno Unito | 3'37"30 |                                          |
| 12      | Youssouf Hich Bachir   | Gibuti      | 3'37"96 |                                          |